# Азербайджано-тринидадские отношения
Отношения между Азербайджаном и Тринидадом и Тобаго — двусторонние дипломатические отношения между Азербайджанской Республикой и Республикой Тринидад и Тобаго в политической, социально-экономической, культурной и других сферах.
Осуществляется сотрудничество в таких сферах, как энергетика, культура, образование и других.

## Дипломатические отношения
11 апреля 2011 года в представительстве ООН между правительствами Азербайджана и Республики Тринидад и Тобаго был подписан официальный документ о взаимопонимании, сотрудничестве, а также укреплении дружественных связей. Тогда же были установлены дипломатические отношения между двумя государствами.
Чрезвычайным послом Азербайджана в Тринидаде и Тобаго является Эльхан Полухов.
В ноябре 2018 года состоялась встреча посла Эльхана Полухова с Председателем Сената Тринидада и Тобаго Кристиной Кангалу. Посол Полухов подписал книгу памяти Сената Парламента Тринидада и Тобаго.

## Экономическое сотрудничество
Согласно статистическим данным Государственного Статистического Комитета Азербайджана, в 2014 году объём экспорта Тринидада и Тобаго в Азербайджан составил 109 800 долларов США. В 2017 году объём экспорта уменьшился до 48 300 долларов. В 2018 году объём составлял 40 тысяч долларов США.
Согласно статистическим данным торгового отделения Организации Объединённых Наций (COMTRADE), в 2018 году объём экспорта Acyclic Alcohols, Their Halogenated, Sulfonated, Nitrated Derivatives Тринидада и Тобаго в Азербайджан составил 71 доллар США[сколько?].

## Международное сотрудничество
На международной арене осуществляется сотрудничество в рамках различных международных организаций: Форум стран-экспортёров газа (с 2015 года Азербайджан имеет статус наблюдателя).